# روکو داسونتا
روکو داسونتا (انگلیسی: Rocco D'Assunta؛ ‏ ۷ فوریهٔ ۱۹۰۴ – ۲۷ ژانویهٔ ۱۹۷۰) بازیگر اهل ایتالیا بود.
از فیلم‌هایی که وی در آن نقش داشته‌است، می‌توان به آنا، پلیس‌ها و دزدها، گمراه و رهاشده، تبهکاران، دکتر آنتونیو و گذرنامه سرخ اشاره کرد.